# Острів (Вілейський район)
Острів  (біл. вёска Востраў) — село в складі Вілейського району Мінської області, Білорусь. Село підпорядковане Довгинівській сільській раді, розташоване в північній частині області.